# Pierre François Biancolelli

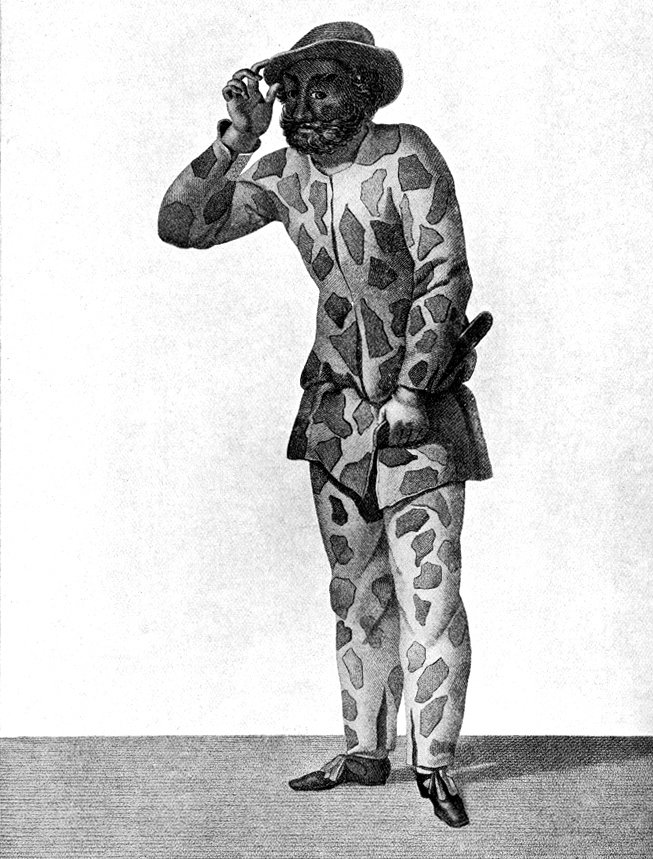
Trivelino, il personaggio con il quale Biancolelli inaugurò la sua carriera

Pierre-François Biancolelli (Parigi, 20 settembre 1680 – Parigi, 18 aprile 1734) è stato un attore teatrale, commediografo e ballerino italiano della Comédie-Italienne.

## Biografia
Figlio di Dominique (fu chiamato anche lui Dominique o Dominique fils), recitò nel ruolo dell'Arlecchino come il padre.
Iniziò la sua carriera con il personaggio di Trivelino (Trivelin in francese), una sorta di secondo zanni con il quale affinò gli insegnamenti del padre.
Pierre François fu fra gli attori che subirono la vendetta di Luigi XIV, nel 1697, contro certe critiche sollevate durante uno spettacolo dell'arte verso la corte francese e  furono allontanati da Parigi.
Dominique fils passò in provincia con la compagnia di Pasquariello con la quale recitò a Tolosa (dove iniziò la sua carriera con il costume di Arlecchino), Montpellier e Lione in seguito recitò nei teatri della foire per i quali compose commedie come Arlequin gentil-homme par hazard (per la Foire Saint-Laurent 1708) e Arlequin Atys (per la Foire Saint-Germain 1710).
Negli anni successivi Biancolelli entrò alla Comédie italienne diretta da Luigi Riccoboni, e ottenne grandi successi inizialmente nella parte di Arlecchino, poi in quella di Trivellino, secondo zanni, simile ad Arlecchino, dedicandosi anche alla scrittura del copione assieme a Riccoboni, come ne Les ignorants devenus fourbes par intérêt (1717), incentrato su un Trivellino affine a Brighella.
Quest'opera fu la prima di una lunga serie di pièces parodistiche di successo, scritte assieme a Riccoboni, a G. A. Romagnesi, a M. A. Legrand, tra le quali si ricorda l'Oedipe travesti, parodia dell'Oedipe di Voltaire (1719).
Biancolelli si distinse non solo per la recitazione, ma anche come ballerino, cantante e fantasista e grazie al suo talento diresse la stessa Comédie italienne, nel 1730, sostituendo Luigi Riccoboni.
Fra le parodie più apprezzate di Biancolelli si possono menzionare: La critique d'Artémise (1720), tratta da una tragedia di Voltaire; la parodia di Danaé (1721), dello stesso Voltaire; Les amours aquatiques (1721); Le mauvais ménage (1725); Les comédiens esclaves (1726); Pyrame et Thisbé (1726); Médée et Jason (1727); L'île de lafolie (1727); Les amusements à la mode (1732);  soprattutto Agnès de Chaillot, parodia di Inés de Castro di A. Houdard de La Motte, ebbe un grande e duraturo successo.
Una raccolta di commedie, pubblicata nel 1713 ad Anversa, intitolata Nouveau Théâtre italien..., incluse molte delle sue opere.
Morì a Parigi nel 1734.
Anche le sue sorelle Caterina Biancolelli e Francesca Maria Apolline Biancolelli, si distinsero nella recitazione, grazie ai ruoli, rispettivamente, di Colombina e di Isabella.

## Opere
- Les ignorants devenus fourbes par intérêt (1717);
- La critique d'Artémise (1720);
- Danaé (1721);
- Les amours aquatiques (1721);
- Le mauvais ménage (1725);
- Les comédiens esclaves (1726);
- Pyrame et Thisbé (1726);
- Médée et Jason (1727);
- L'île de lafolie (1727);
- Les amusements à la mode (1732);
- Agnès de Chaillot.